# Asphaeridiopus attemsi
Asphaeridiopus attemsi är en mångfotingart som beskrevs av Paul Auguste Remy 1952. Asphaeridiopus attemsi ingår i släktet Asphaeridiopus och familjen fåfotingar. Inga underarter finns listade i Catalogue of Life.